# Khanat de Balkh
Le khanat de Balkh était un khanat ouzbek qui existait entre le XVIe et le XIXe siècle et dont la capitale était la ville de Balkh.